# Bárth János
Bárth János (Jánoshalma, 1944. december 15. –) magyar néprajzkutató, történész, nyugalmazott múzeumigazgató (Kalocsa, Kecskemét), címzetes egyetemi docens (Szeged).

## Tanulmányai
- Doktortelepi iskola – Jánoshalma (1951-1952)
- Osztatlan tanyai iskola – Kéleshalom, Kélesi major (1952-1959)
- I. István Gimnázium – Kalocsa (1959-1963)
- ELTE BTK történelem–néprajz szak (1963-1968)
- 1970-ben az ELTE bölcsészettudományi doktorrá nyilvánította

## Pályafutása
A hajdani Bács-Bodrog vármegye, a történelmi Bácska legészakibb szögletében, Jánoshalma határában, a hivatalosan Felsőterézhalmának, a nép nyelvén Illancsnak nevezett hatalmas tanyavilágban született 1944. december 15-én. Homokhódító tanyai parasztok ivadéka. Kalocsán járt gimnáziumba. 1963-tól 1968-ig a budapesti Eötvös Loránd Tudományegyetemen történelmet és néprajzot tanult. 1968 és 2007 között, rövid kiskunhalasi múzeumi munkálkodás után, Kalocsán és Kecskeméten dolgozott. Kalocsán tájmúzeum-igazgatóként, Kecskeméten jobbára megyei múzeumigazgatóként tevékenykedett. Rendszeresen tanít a Szegedi Tudományegyetem Néprajzi és Kulturális Antropológiai Tanszékén.
Jellemző kutatási területei földrajzi értelemben: a Duna–Tisza köze, különös tekintettel a Kalocsai-Sárközre és a történelmi Bácskára, valamint a Székelyföld. Jellemző kutatási területei tartalmi értelemben: településnéprajz, társadalomnéprajz, vallási néprajz, agrártörténet, népesedéstörténet, életmódtörténet, a magyarországi parasztság XVIII–XIX. századi története.

## Családja
Szülei: Bárth János (1922–2002) és Rózsa Terézia (1925–2002).
Felesége (1972-től): Berhidai Ágnes
Gyermekei: 
- Bárth Balázs (1973) informatikus
- Bárth Dániel (1976) néprajzkutató, tanszékvezető egyetemi docens (ELTE BTK)
- Bárth János (1981) (Tanulmányok szerzőjeként: Bárth M. János) nyelvész, névkutató, egyetemi adjunktus (ELTE BTK)

## Főbb művei, írásai

### Önálló könyvként megjelent írásai
- A kalocsai szállások településnéprajza (1975)
- Korai kalocsai hímzések (1978)
- Magyar népi építészet (1982)
- Szállások, falvak, városok. A magyarság települési hagyománya (1996)
- Kalocsai kontraktusok (1997)
- A vigasztaló Napbaöltözött Asszony (2000)
- Varság, a székely tanyaközség (2001)
- Gyimesfelsőloki emléklapok (2003)
- Úz-völgyi magyarok (2004)
- Kétvízközi népismeret. Tanulmányok a Duna–Tisza közéről (2005)
- Tájak mezsgyéjén. Termelés és életmód a Duna-Tisza közi Kecelen a kései feudalizmus korában (2005)
- Jézus dicsértessék! A székelyvarsági hegyi tanyák népének vallási hagyományai (2006)
- A korondi közbirtokosság három évtizede (1904–1933), (2006)
- Az eleven székely tizes. A csíkszentgyörgyi és a csíkbánkfalvi tizesek működése a XVII–XX. században (2007)
- Erdély római katolikusai a XVIII. század közepén (2008)
- Tanyasors, gazdasors. Egy illancsi tanya néprajza és vizuális antropológiája (2009)
- Vízvezető közösségek Csíkszentgyörgyön és Csíkbánkfalván (2010)
- Templom jobbágya, megye zsellére, eklézsia árendása (2011)
- Szentgyörgy megyéje Alcsíkban. Esettanulmány a katolikus székelység egyháztörténetéhez és társadalomnéprajzához (2012)
- Két véka féreje. Csíkszentgyörgyi és csíkbánkfalvi székely családi levelesládák (2013)
- Csíkszentgyörgyi néprajzi képek (2014)
- Ozsdola, az őrfalu (2015)
- Bácskai magyar reformátusok a XIX. század elején (2017)
- Jankováci levelek. Jobbágyvagyon és örökösödés Jankovácon a XIX. sz. első felében (2018)
- Paptartás a kalocsai főegyházmegyében (1738-1849), (2019)
- Vallás és ünnep Csíkszentgyörgyön a templomi hirdetések tükrében (2020)
- Egyházközségi törvénykezés Zetelakán (2021)
- Kalocsa 1847. évi úrbéri összeírása (2021)
- Tanítók, kántorok, iskolamesterek (2022)
- Házszentelés a Székelyföldön (2022)
- A jankováci bíró pálcája alatt (2024)
- Hol lakik a megyebíró? Erdélyi tanulmányok (2024)
- Dunatáji vallomások (2024)
- Népesség, társadalom, egyház. Negyven tanulmány a Duna-Tisza közéről (2024)

### Válogatás a szerkesztésében megjelent többszerzős könyvekből
- Kecel története és néprajza (1984)
- Dunatáji találkozás (1992)
- Tükörképek a Sugovicán (1997)
- Dunáninnen ‒ Tiszáninnen (1998)
- Havasalja havasa. Tanulmányok a székelyvarsági hegyi tanyák népéről (1998)
- Két víz között (1999)
- Ezer év a Duna‒Tisza közén (2001)
- Kecskemét története 1849-ig (2002)
- Bács-Bodrogtól Bács-Kiskunig (2003)
- Szavak szivárványa (2006)
- Lapádi vendégség. Néprajzi tanulmányok Magyarlapádról és környékéről (2007)
- Fakuló színek (2009)
- Dusnok története és néprajza (2010)
- Tárgyak, jelek, virágok. Tanulmányok Bács-Kiskun megye népművészetéről (2010)
- Cumania 14., 15., 16., 17., 18., 19., 20., 21., 22., 23., 24., 25. (1997–2010)

## Kitüntetései, elismerései
- Jankó János díj (Magyar Néprajzi Társaság, 1977)
- Népek barátsága díj (Bács-Kiskun Megye Tanácsa, 1978)
- Bács-Kiskun megye tudományos díja (Bács-Kiskun Megyei Közgyűlés, 1999)
- Györffy István emlékérem (Magyar Néprajzi Társaság, 2004)
- Bányai János díj (Erdélyi Magyar Közművelődési Egyesület, 2008)
- Kecskemét felsőoktatásáért és tudományos életéért díj (Kecskemét Megyei Jogú Város Közgyűlése, 2008)
- Jánoshalma Város kultúrájáért (Jánoshalma Város Önkormányzata, 2009)
- Csíkszentgyörgy díszpolgára (Csíkszentgyörgy Község Önkormányzata, Hargita megye, 2012)
- Márton Áron emlékérem (Bethlen Gábor Alapítvány, 2016)
- Tóth Mike-díj (Kalocsa Város Önkormányzata, 2022)
- Pro Ethnographia Minoritatum (Magyar Néprajzi Társaság, 2023)
- Pro Museo (Kecskeméti Katona József Múzeum, 2023)
- Kájoni János-díj (Hargita Megye Tanácsa, 2024)
- Pro Museo Kalocsa (Viski Károly Múzeum Kalocsa, 2024)
- A Magyar Érdemrend lovagkeresztje, 2024